# Podhradszky Mihály
Podhradszky Mihály (Jászberény, 1737. június 4. – Breznóbánya, 1808. április 18.) piarista áldozópap és tanár.

## Élete
Podhradszky György jász és kun kapitány fia. 1755-ben lépett a rendbe, bölcseleti s teológiai tanulmányainak végeztével a grammatikai, költészeti s retorikai osztályokban tanított Tatán és Pesten; ezután a bölcselet tanára volt Nyitrán, majd a teológiát adta elő. Vácon, Podolinban, végül Breznóbányán a rendház és gimnázium igazgatója volt; ezen utóbbi két helyen a plébániai teendőket is elvégezte.

## Művei
- Sermo tempore restaurationis magistratus lib. regiaeque civitatis Brezno-Bányensis, habitus 15. cal Junii anno 1790. Leutschoviae, 1790
- Sermo ad PP. CC. scholarum piarum ad ferenda suffragia in Domino congregatos habitus Nitriae a. 1790. Uo. 1790
- Carmen in coronatione Francisci I. Uo. 1791
- Oratio in studiorum instauratione dicta Podolini. Uo. 1791
- Oda ad ill. ac rev. dnum episcopum Scepusiensem ... die suis nominis oblatam. Uo. 1795